# Agathosma ciliaris
Agathosma ciliaris là một loài thực vật có hoa trong họ Cửu lý hương. Loài này được (L.) Druce mô tả khoa học đầu tiên năm 1916 publ. 1917.